# Криве (гідрологічний заказник)
Криве́ — гідрологічний заказник місцевого значення в Україні. Розташований у межах Корюківського району Чернігівської області, на захід від села Лоска.
Площа 20 га. Статус присвоєно згідно з рішенням Чернігівського облвиконкому від 27.12.1984 року № 454; від 28.08.1989 року № 164; від 31.07.1991 року № 159. Перебуває у віданні ДП «Холминське лісове господарство» (Холминське л-во, кв. 69, 70).
Статус присвоєно для збереження заболоченої ділянки серед лісового масиву у верхів'ях річки Лоска.